# Polyspora dalglieshiana
Polyspora dalglieshiana är en tvåhjärtbladig växtart som först beskrevs av William Grant Craib, och fick sitt nu gällande namn av Orel, Peter G.Wilson, Curry och Luu. Polyspora dalglieshiana ingår i släktet Polyspora och familjen Theaceae. Inga underarter finns listade i Catalogue of Life.